# ایونکور
ایلونکورت (به فرانسوی: Ailloncourt) یک کمون در فرانسه است که در Canton of Saint-Sauveur واقع شده‌است.

## خصوصیات
ایلونکورت ۹٫۲۹ کیلومترمربع مساحت و ۲۸۴ نفر جمعیت دارد.